# RX Большой Медведицы
RX Большой Медведицы (лат. RX Ursae Majoris) — одиночная переменная звезда в созвездии Большой Медведицы на расстоянии (вычисленном из значения параллакса) приблизительно 4709 световых лет (около 1444 парсеков) от Солнца. Видимая звёздная величина звезды — от +12,2m до +9,8m.

## Характеристики
RX Большой Медведицы — красная пульсирующая полуправильная переменная звезда типа SRB (SRB) спектрального класса M5.